# Könsstympning
Könsstympning är olika ingrepp i könsorganen, vanligen på barn, som har som syfte att påverka deras sexualliv. 
Det kan innebära exempelvis förminskning av förmåga att känna sexuell njutning, som vid flera former av kvinnlig könsstympning, eller att personen förhindras att genomgå puberteten genom att  testiklarna avlägsnas vid kastrering av pojkar.
Vissa debattörer menar att även manlig omskärelse bör klassas som könsstympning.